# Barbara Walchhofer
Barbara Walchhofer (* 20. Mai 1997) ist eine österreichische Skilangläuferin.

## Werdegang
Walchhofer, die für den USC Altenmarkt-Zauchensee startet, nahm von 2011 bis 2017 vorwiegend an U18 und U20-Rennen im Alpencup teil. Beim Europäischen Olympischen Winter-Jugendfestival 2015 in Steg belegte sie den 24. Platz über 7,5 km klassisch, den 17. Rang im Sprint und den 16. Platz über 5 km Freistil. Im folgenden Jahr lief sie bei den Nordischen Junioren-Skiweltmeisterschaften in Râșnov auf den 36. Platz über 5 km klassisch, jeweils auf den 34. Rang über 10 km Freistil und im Sprint und auf den zehnten Platz mit der Staffel. Bei den Nordischen Junioren-Skiweltmeisterschaften 2017 in Soldier Hollow kam sie auf den 34. Platz im Skiathlon, auf den 32. Rang im Sprint und auf den 30. Platz über 5 km Freistil. Zu Beginn der Saison 2017/18 startete sie in Prémanon erstmals im Alpencup und belegte dabei den 28. Platz über 10 km klassisch. Es folgten weitere Platzierungen in den Punkterängen und zum Saisonende den 19. Gesamtrang. Ende Januar 2018 errang sie bei den U23-Weltmeisterschaften 2018 in Goms jeweils den 35. Platz über 10 km klassisch und im Skiathlon und den 13. Platz im Sprint. Bei den U23-Weltmeisterschaften 2019 in Lahti belegte sie den 45. Platz im Sprint, den 40. Rang über 10 km Freistil und den 32. Platz im 15-km-Massenstartrennen und bei den U23-Weltmeisterschaften 2020 in Oberwiesenthal den 40. Platz im 15-km-Massenstartrennen, den 31. Rang über 10 km klassisch und den neunten Platz mit der Staffel. Im folgenden Jahr kam sie bei den Nordischen Skiweltmeisterschaften in Oberstdorf auf den 64. Platz über 10 km Freistil und zusammen mit Lisa Unterweger auf den 16. Rang im Teamsprint.
Walchhofer gewann bisher bei österreichischen Meisterschaften 20 Medaillen, davon sechsmal Gold. Ihr Onkel Michael Walchhofer war als Skirennläufer aktiv.

## Medaillen bei nationalen Meisterschaften
- 2013: Gold mit der Staffel
- 2014: Silber mit der Staffel
- 2015: Gold über 5 km, Bronze in der Verfolgung
- 2016: Bronze über 15 km
- 2017: Bronze über 10 km
- 2018: Silber in der Verfolgung, Silber im Sprint, Bronze über 15 km, Bronze über 6,3 km Skiroller
- 2019: Silber in der Verfolgung, Silber über 6,3 km Skiroller, Bronze über 15 km
- 2020: Gold in der Verfolgung, Gold über 9 km Skiroller, Gold über 30 km Skiroller, Silber über 10 km
- 2021: Gold über 5 km, Bronze über 10 km, Bronze im Sprint
- 2022: Silber über 10 km